# 64e parallèle nord
Pour les articles homonymes, voir 64e parallèle.
En géographie, le 64e parallèle nord est le parallèle joignant les points de la surface de la Terre dont la latitude est égale à 64° nord.

## Géographie

### Dimensions
Dans le système géodésique WGS 84, au niveau de 64° de latitude nord, un degré de longitude équivaut à 48,932 km ; la longueur totale du parallèle est donc de 17 615 km, soit environ  44,0% de celle de l'équateur. Il en est distant de 7 100 km et du pôle Nord de 2 902 km,.
Comme tous les autres parallèles à part l'équateur, le 64e parallèle nord n'est pas un grand cercle et n'est donc pas la plus courte distance entre deux points, même situés à la même latitude. Par exemple, en suivant le parallèle, la distance parcourue entre deux points de longitude opposée est 8 808 km ; en suivant un grand cercle (qui passe alors par le pôle nord), elle n'est que de 5 804 km.

### Durée du jour
À cette latitude, le soleil est visible pendant 21 heures et 2 minutes au solstice d'été, et 4 heures et 12 minutes au solstice d'hiver.